# Nectanébo II
 (mars 2022).

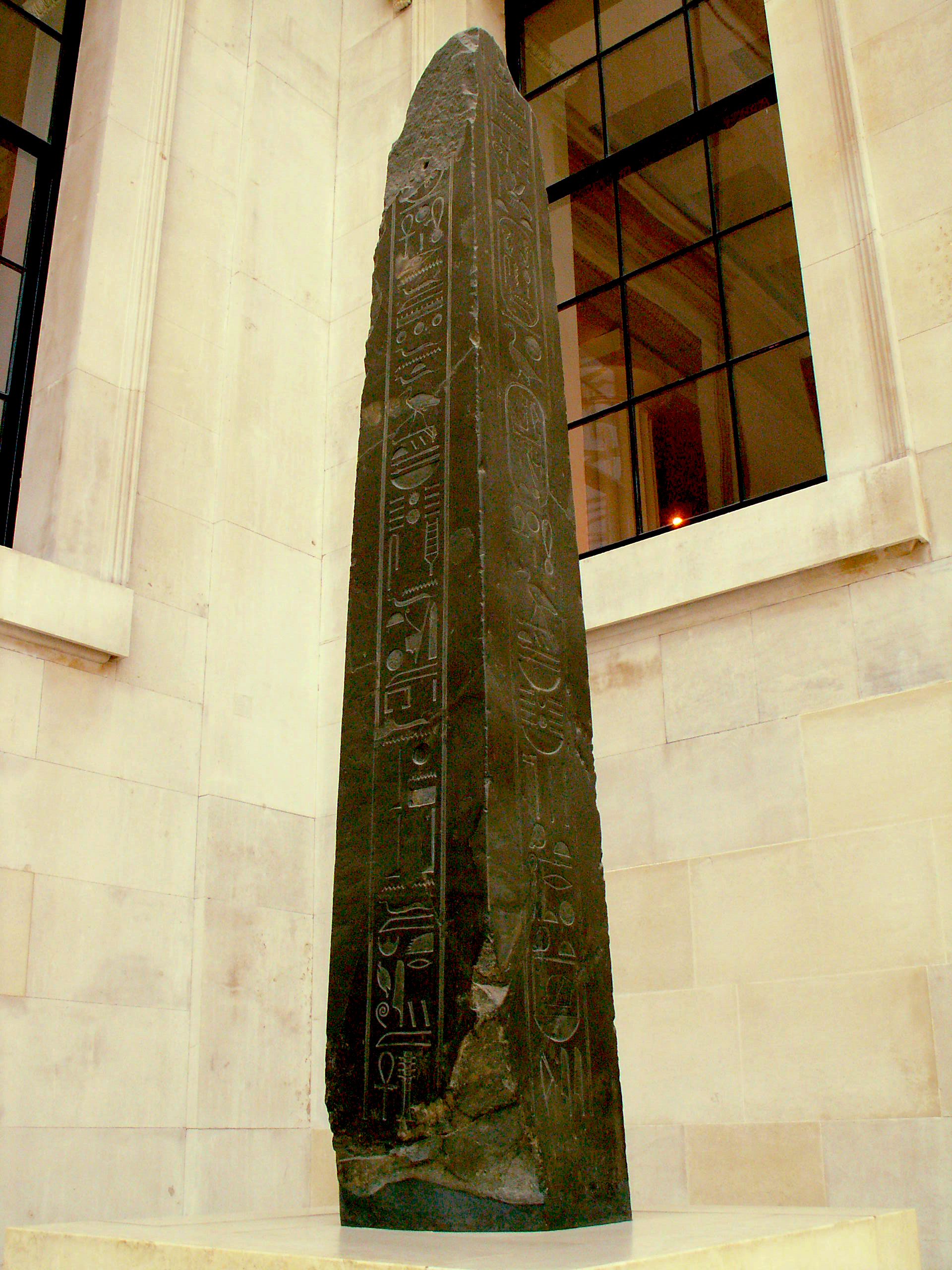
Obélisque de Nectanébo II.

Nectanébo II (règne de 360 à 343 av. J.-C.) est le troisième et dernier pharaon de la XXXe dynastie et ainsi le dernier souverain égyptien indépendant. Il se voit offrir la couronne avec l'aide du roi de Sparte Agésilas II.

## Règne

### Accession au trône
Nectanébo II devient roi d'Égypte grâce à l'intervention d'Agésilas II, roi de Sparte.

### Œuvre militaire
Sous son règne l’Égypte vit ses dernières années de paix et pendant dix-huit années il réussit à éloigner la menace toujours présente de l'invasion perse en remportant une bataille en 351 av. J.-C. Ce répit de courte durée permet à Nectanébo II de continuer l'œuvre de son grand-père Nectanébo Ier.

### Constructions
Se voulant le digne successeur du fondateur de la dynastie, Nectanébo II est un grand constructeur. On retrouve son intervention sur les sites majeurs du pays.
D'Héliopolis proviennent des statues du faucon Horus qui protégeaient le roi entre ses pattes. Elles sont actuellement exposées au Musée du Caire et au Metropolitan Museum of Art à New York.
À Saqqarah, il édifie un sanctuaire dédié à Isis au Sérapéum et fait bâtir un temple dédié à Sarapis en face de l'enceinte principale où étaient inhumés les taureaux sacrés. Un peu plus au nord, il fait aménager un sanctuaire en terrasse sous lequel des galeries sont creusées pour les momies des animaux sacrés. Babouins et ibis pour le dieu Thot, mais également chats pour la déesse Bastet dont le sanctuaire est rénové et faucons hypostases de diverses divinités majeures tels Horus ou Isis.
Saqqarah représentait alors à cette époque une véritable ville de pèlerinage où tout dévot devait se rendre afin d'honorer les dieux et d'y recevoir une bénédiction.
Il construisit également à Philæ où il édifia un pylône et son activité est attestée à Assouan ; à Edfou, le naos que l'on y voit encore est à son nom ; à Erment ; à Karnak en continuant le premier pylône ; à Coptos, Hermopolis, Héracléopolis, Memphis, Behbeit el-Hagara où les restes du temple d'Isis datent en grande partie de son règne ; à Bubastis au temple de Bastet, et à Horbeit où il fonda un temple dédié à Horus.

### Fin de règne

Ouchebti de Nectanébo II, Faïence égyptienne. Musée égyptologique de Turin, Turin.

La fin de son règne est troublée par le conflit avec les Perses et l'Égypte sera envahie par les armées d'Artaxerxès III qui, cette fois, prépara mieux sa campagne et qui, après avoir vaincu la citadelle de Péluse à la pointe orientale du delta, prend Bubastis et met le siège devant Memphis où s'était réfugié le roi. Nectanébo s'enfuit alors en Haute-Égypte d'où il organise la résistance qui se serait poursuivie jusqu'en -335 par le pharaon Khababash. Celui-ci aurait même repris le contrôle de Memphis puisqu'un Apis a été enterré en l’an 2 de son règne. Les Perses l'emportèrent alors sous le règne de Darius III Codoman, mais pour une courte durée. Déjà Alexandre portait ses efforts sur l'Empire perse après avoir réussi l’unité de la Grèce et bientôt il libérera l’Égypte de l'envahisseur se faisant couronner pharaon à son tour.

## Sépulture
Le sarcophage extérieur en granit de Nectanébo II a été retrouvé à Alexandrie, et peut aujourd’hui être admiré au British Museum : Il n’a probablement pas été enterré dedans et le lieu de sa découverte est sans doute le résultat d’un réemploi des périodes gréco-romaine. Trouvé lors de la campagne d'Égypte de Bonaparte, il a été décrit par les savants qui en firent le relevé, paru dans la Description de l'Égypte.

## Légende
Une légende du IIIe siècle, d’origine égyptienne et faussement attribuée à Callisthène, le Roman d'Alexandre, veut qu’Alexandre soit le fils de Nectanébo II, dernier pharaon égyptien de la XXXe dynastie.
Toutefois les textes de Claude Élien disent que Ptolémée Ier, après avoir enlevé le convoi funéraire d’Alexandre, aurait placé le corps de ce dernier à Memphis dans le sarcophage prévu pour Nectanébo II. Le corps d’Alexandre sera par la suite transféré à Alexandrie dans le Sôma dans un sarcophage en or.
C’est de ce fait que la légende de la filiation entre Nectanébo et Alexandre a été créée[réf. nécessaire].